# Joe Lally
Joe Lally (nascido em 3 de dezembro de 1963 em Silver Spring, Maryland) músico, baixista , ficou conhecido com o seu trabalho com a banda Fugazi. Ele também contribuiu atualmente com algumas das letras e certa participação vocal do grupo. Já trabalhou com John Frusciante e Josh Klinghoffer no álbum Automatic Writing do grupo Ataxia.  No começo de 2002, Lally juntou-se aos ex membros do Frodus, Shelby Cinca e Jason Hamacher, em um projeto originalmente chamado de The Black Sea, o qual, mais tarde, mudaria seu nome para Decahedron e seria lançado um LP, mas Lally abandonou a banda antes disso.
Em janeiro de 2006, Joe Lally fez performances solo com baixo e uma intervenção eletrônica com seu computador. As músicas curvam-se para um lado das mais originais com um toque de apelo político.
O novo álbum de Lally, There to Here, será lançado no final de 2006. Estreando Jerry Busher, Ian MacKaye, Amy Farina, Guy Picciotto, e muitos outros da música norte-americana.
Ele também participa do site das séries ao vivo do Fugazi ((em inglês)).